# Словенська академія наук і мистецтв
Словенська академія наук і мистецтв (словен. Slovenska akademija znanosti in umetnosti, SAZU) — вищий національний науковий заклад Словенії, що об'єднує вчених і художників, обраних у члени Академії завдяки значним досягненням в галузі науки й мистецтва. Місія Словенської академії наук і мистецтв — сприяти розвитку наукової думки і художньої творчості.
Діє з 12 листопада 1938 року у Любляні. До 1943 року називалася Академія науки і мистецтва (словен. Akademija znanosti in umetnosti, AZU), під час другої світової війни отримала сучасну назву. Діяльність академії визначається Законом про Словенську академії наук і мистецтв (словен. Zakon o Slovenski akademiji znanosti in umetnosti), прийнятому 20 липня 1886 року[джерело не вказане 2167 днів], з рядом змін та доповнень, останні з яких були введені 28 липня 1994 року.

## Історія

### Витоки академії
Хоча Словенська академія наук і мистецтв виникла тільки в першій половині XX століття, її витоки сягають до 1693 року, тобто до XVII століття, коли виникли Французька академія, Королівське товариство в Лондоні і Академія німецьких природознавців у Швайнфурті. У Любляні була утворена попередниця сьогоднішньої академії — Academia operosorum Labacensium — спільнота з двадцяти трьох осіб, серед яких були юристи, теологи, лікарі. Першим головою спільноти був Янез Крстник Прешерен (словен. Janez Krstnik Prešeren), доктор теології і любитель-поет. Academia operosorum відкрила шлях бароковому мистецтву в Словенії, а Любляна стала центром словенського бароко. Члени академії в 1701 році запропонували організувати в Любляні першу публічну бібліотеку. В кінці того ж року, мабуть, за їх прикладом, виникло товариство Academia philharmonicorum Labacensium — перше об'єднання музикантів та любителів музики в Словенії.
Academia operosorum Labacensium припинила своє існування близько 1725 року. Однак через сто років в епоху Просвітництва з'явилася нова академія (в 1779 році). У спільноту, що виникла з ініціативи Блажа Кумердея, увійшли майбутні діячі словенського відродження Марко Похлін, Юрій Япель, Антон Томаш Лінгарт. Нові академіки займалися в першу чергу словенською історією та мовою, а також іншими мовами, поезією, риторикою, філософією, медициною і правом. Друга академія незабаром припинила своє існування, імовірно, за розпорядженням влади, і з кінця XVIII століття настав довгий період, коли у словенців не було свого об'єднання вчених і митців.
У другій половині XIX століття виникла Словенська матіца (словен. Slovenska matica), метою якої було всемірне поширення грамотності в Словенії, з'явилися також інші просвітницькі товариства, однак академія наук залишалася лише мрією, здійсненою лише під час так званої першої Югославії.

### Історія розвитку Словенської академії наук і мистецтв
Діяльним організатором Академії був філолог Фран Рамовш, багато сил віддав розвитку організації науки в Словенії на початку XX століття. Коли в 1919 році виник університет у Любляні, Наукове гуманітарне товариство з допомогою Словенської матиці, Народної галереї (словен. Narodna galerija) і товариства «Юрист» (словен. Pravnik) почало підготовчі роботи, і в 1938 році вони були успішно завершені. Перед відкриттям Академії були обрані перші вісімнадцять членів академії, а 4 січня наступного року за королівським указом був обраний її перший голова — славіст Райко Нахтігал.
Під час другої світової війни Академія не припинила свого існування і продовжувала діяльність (в основному видавничу) під керівництвом Мілана Відмара. Після закінчення війни академія була реструктурована: замість первісних чотирьох відділень спочатку виникло п'ять, потім шість, виникали нові інститути та секції. Сформувалася академія інститутського типу за зразком Академії наук СРСР, проте з 1955 року до 1958 року з її складу спочатку вийшли великі технічні інститути — інститут фізики ім. Йоже Стефана (словен. Fizikalni inštitut Jožefa Stefana), інститут хімії ім. Бориса Кідрича (словен. Kemični inštitut Borisa Kidriča), електротехнічний інститут (словен. Inštitut za elektriško gospodarstvo) і нарешті інститут турбомашин (словен. Inštitut za turbinske stroje). У віданні Академії залишилися гуманітарні та деякі природничо-наукові інститути. В цей час було скасовано автономію академії (закони 1948 і 1949 року), повернуто їй лише за законом 1980 року. У післявоєнні роки значно зросла продуктивність академії, особливо в період з 1952 року по 1976 рік, під час головування словенського літературного критика Йосипа Відмара.
Після другої світової війни Словенська академія наук і мистецтв здійснила низку важливих для Словенії проектів, наприклад, підготувала Словник словенської літературної мови (словен. Slovar slovenskega knjižnega jezika) і Словенський біографічний словник (словен. Slovenski biografski leksikon).
У 1981 році гуманітарні та природничо-наукові інститути були об'єднано в Науково-дослідний центр САНМ (словен. Znanstvenoraziskovalni center SAZU), основна мета якого — дослідження в галузі минулого і сьогодення Словенії.
У 1994 році було прийнято закон про Академію, який гарантував їй автономію і незалежність її діяльності. Словенська академія стала в один ряд з іншими європейськими академіями наук, уклала договори про співпрацю приблизно з тридцятьма академіями, стала членом міжнародних наукових і академічних організацій. Біофізик Боштьян Жекш, голова Академії з 2002 року до 2008 року, продовжував широке міжнародне співробітництво Словенської академії в різних галузях науки і мистецтва.

## Структура Словенської академії наук і мистецтв
Словенська академія наук і мистецтв складається з 6 секцій (словен. razred), за галузями науки дві з них додатково поділяються на відділення (oddelok):
- I секція історичних і суспільних наук (секретар секції — акад. Славко Спліцхал[sl]). Секцію складають два відділення:

1. відділення історичних наук (керівник акад. Біба Тержан[sl]);
2. відділення суспільних наук (керівник акад. Йоже Менцінгер).

- ІІ секція філології та літературознавства (секретар секції — ч.-к. Марко Сной[ru]).
- ІІІ секція математичних, фізичних, хімічних і технічних наук (секретар відділення — акад. Франц Форстнерич). Секцію складають два відділення:

1. відділення математики, фізики і хімії (керівник ч.-к. Матей Брежар[sl]);
2. відділення технічних наук (керівник акад. Іван Братко[sl]).

- IV секція природничих наук (секретар секції — акад. Тетяна Авшич Жупанц[sl]).
- V секція мистецтв (секретар секції — акад. Мілчек Комель).
- VI секція медицини (секретар секції — ч.-к. Грегор Сержа).[7]

Крім того, в структуру Словенської академії наук і мистецтв входять:
- відділ міжнародного співробітництва і координації наукових досліджень;
- бібліотека САНМ — третя за величиною бібліотека Словенії.

Академія заснувала також Науково-дослідний центр САНМ (словен. Znanstvenoraziskovalni center SAZU (ZRC SAZU)), який об'єднує 17 інститутів і дослідних груп.

## Голови академії
- Райко Нахтігал[ru], славіст (1939—1942)
- Мілан Відмар, інженер-електротехнік, шахіст, філософ і письменник (1942—1945)
- Франце Кідрич, історик (1945—1950)
- Фран Рамовш[ru], філолог (1950—1952)
- Йосип Видмар[sl], літературний критик (1952—1976)
- Янез Мілчинський[sl], фахівець із судової медицини (1976—1992)
- Франце Берник[sl], історик літератури (1992—2002)
- Боштьян Жекш[sl], біофізик (2002—2008)
- Йоже Тронтель, лікар-невролог (2008—2013)
- Марко Мушич[sl], архітектор (2014)

З 2014 року посаду голови академії займає Тадей Байд.

## Члени академії
В особовому складі Словенської академії наук і мистецтв розрізняється кілька ступенів членства в залежності від заслуг перед словенською наукою чи мистецтвом, словенського походження чи громадянства
- Дійсний/ординарний член (словен. redni član), який також може називатися «академіком»;
- Екстраординарний член (izredni član), передбачає менші заслуги порівняно з академіками — приблизно відповідний російському статусу члена-кореспондента. Ординарними і екстаординарними членами можуть бути обрані діячі науки або мистецтва, що володіють громадянством Словенії або, за його відсутності, словенським походженням і активним зв'язком з країною.
- Іноземний член (dopisni član, тобто «член-кореспондент» в старому значенні цього терміна) — при відсутності словенського громадянства або походження, на тлі відповідності іншим вимогам для дійсного члена та особливо важливих заслуг перед наукою або мистецтвом Республіки Словенія;
- Почесний член (častni član).

На час складання списку[коли?][уточнити] у чинному складі академії є 76 дійсних членів, 16 членів-кореспондентів та 77 іноземних членів.
У нижченаведеній таблиці перераховані всі діючі (живі) на момент складання або оновлення списку[коли?] дійсні члени САНМ із зазначенням дати народження та обрання, а також приналежності до секції академії та основної спеціалізації. Таблиця сортується за всіма колонками; спочатку члени відсортовані за секціями, а всередині них — за прізвищами в порядку українського алфавіту. Академік, який обіймає посаду голови академії, виділений жовтим тлом, секретарів секцій — зеленим, начальників відділень секції — блакитним фоном.
| Ім'я            | Дата народження        | Обрання академіком | Обрання членом- кореспондентом | Відділення | Спеціалізація                                       | Посилання |
| --------------- | ---------------------- | ------------------ | ------------------------------ | ---------- | --------------------------------------------------- | --------- |
| Райко Братож    | 17 лютого 1952 року    | 2001               | 1995                           | СІСН       | історія давнього світу                              | [ 8 ]     |
| Славой Жижек    | 21 березня 1949 року   | 2013               | 2005                           | СІСН       | культурологія і соціальна філософія                 | [ 9 ]     |
| Йоже Менцінгер  | 5 березня 1941 року    | 2017               | 1995                           | СІСН       | правознавство і економіка                           | [ 10 ]    |
| Здравко Млинар  | 30 січня 1933 року     | 1987               | 1981                           | СІСН       | соціиологія                                         | [ 11 ]    |
| Йоже Млинарич   | 13 березня 1935 року   | 2001               | 1995                           | СІСН       | класична філологія                                  | [ 12 ]    |
| Маріян Павчник  | 9 грудня 1946 року     | 2009               | 2003                           | СІСН       | філософія і теорія держави і права                  | [ 13 ]    |
| Йоже Пір’євець  | 1 червня 1940 року     | 2009               | 2005                           | СІСН       | історія міжнародних відносин                        | [ 14 ]    |
| Славко Спліцхал | 14 червня 1947 року    | 2009               | 2003                           | СІСН       | комунікація                                         | [ 15 ]    |
| Біба Тержан     | 25 липня 1947 року     | 2007               | 2001                           | СІСН       | археологія                                          | [ 16 ]    |
| Аленка Шелих    | 2 вересня 1933 року    | 2003               | 1997                           | СІСН       | кримінальне право                                   | [ 17 ]    |
| Петер Штих      | 27 листопада 1960 року | 2015               | 2007                           | СІСН       | ранньосередньовічна історія Словенії                | [ 18 ]    |
| Франце Берник   | 13 травня 1927 року    | 1987               | 1983                           | СФЛ        | історія літератури                                  | [ 19 ]    |
| Каєтан Гантар   | 11 жовтня 1930 року    | 1997               | 1993                           | СФЛ        | історія літератури і класична філологія             | [ 20 ]    |
| Зінка Зорко     | 24 лютого 1936 року    | 2009               | 2003                           | СФЛ        | історія і діалектологія словенської мови            | [ 21 ]    |
| Матьяж Кмецл    | 23 лютого 1934 року    | 2003               | 1997                           | СФЛ        | історія і теорія літератури                         | [ 22 ]    |
| Янко Кос        | 9 березня 1931 року    | 1983               | 1977                           | СФЛ        | порівняльне літературознавство і теорія літератури  | [ 23 ]    |
| Йоже Крашовець  | 20 квітня 1944 року    | 1995               | 1991                           | СФЛ        | теологія, історія релігії, релігійна антропологія   | [ 24 ]    |
| Янез Орешнік    | 12 грудня 1935 року    | 1993               | 1987                           | СФЛ        | загальне і порівняльне мовознавство германських мов | [ 25 ]    |
| Борис Патерну   | 12 грудня 1935 року    | 1985               | 1979                           | СФЛ        | теорія літератури, історія словенської літератури   | [ 26 ]    |
| Тадей Байд      | 19 січня 1949 року     | 2009               | 2003                           | СМФХТН     | електротехніка і робототехніка                      | [ 27 ]    |